# Roland Dyens
Roland Dyens (Tunísia, 19 de outubro de 1955 – 29 de outubro de 2016) foi um guitarrista e compositor clássico francês. Sua primeira abordagem à guitarra foi aos 9 anos. Mais tarde, foi aluno do guitarrista espanhol Alberto Ponce. Aos 21 ele ganhou a Licença de Concerto de L'Ecole Normale de Musique, em Paris.
Ele aprendeu composição com o compositor e maestro Désiré Dondeyne.
Roland Dyens tem importância pelo seu grande valor como intérprete, arranjador, compositor e músico improvisador.

## Distinções
- Prêmio em Harmonia Contraponto e Análise
- Prêmio Especial no Festival Internacional Cittá Alessandria (Itália)
- Grand Prix du Disque da  Academia Charles Cros
- Dois prêmios em honra de Heitor Villa Lobos (compositor brasileiro)
- Laureate de Yehudi Menuhin Foundation
- Award de "Chitarra d'Oro"

Tocou nas seguintes salas: Salle Cortot, Théâtre de Paris, Espace Cardin, Salle Gaveau, Auditório des Halles no Festival Internacional de Guitarra de Nice. Apresentou-se também em cidades como Cannes, Paris, Liège (Bélgica), Arvika (Suécia), Tychy (Polónia) Esztergom (Hungria), Marktoberdorf (Alemanha). Participou do Festival de Guitarra Clássica da Inglaterra, do Festival du Marais (Paris), do Festival Internacional de Arte Lírica de Aix-en-Provence, do Festival de Radio France em Montpellier, do Printemps de Bourges, do Musicora e do Carrefour Mondial de la Guitare em Martinica. Também participou do workshop de guitarra da Stetson University, na Flórida (EUA).
Ele foi nomeado professor de Conservatório Nacional de Música de Paris.
Gravou 13 álbuns e fez muitos arranjos e composições. 

## Discografia e composições

### Discos
- Tempo de níquel
- Night And Day
- Nuages
- Doux Citron
- Chansons françaises volume de 1
- Chansons françaises volume 2
- Paris Guitare / Chansons françaises do volume 1 e 2
- Concerto para violão e ensemble Se de 21 guitarras
- Concierto de Aranjuez
- Ao Vivo
- Hommage à Georges Brassens
- Hommage à Villa-Lobos
- Heitor Villa-Lobos/Les Prelúdios

### Composições e arranjos
- Aria (quinteto de guitarra)
- Brésils (4 guitarras ou ensemble)
- Chansons françaises Vol.1 (guitarra solo)
- Chansons françaises Vol.1 (guitarra solo - tablaturas)
- Chansons françaises Vol.2 (guitarra solo)
- Citron doux et le Accord Quatuor (guitarra solo)
- Concertino Nürtingen (guitarra solo e ensemble de guitarra)
- Concerto em si (guitarra solo e ensemble de guitarra)
- Concerto Métis (guitarra e piano)
- Concerto Métis (solo de guitarra e orquestra de cordas)
- Concertomaggio (2 guitarras e orquestra de cordas)
- Côté Nord (2 guitarras)
- Côté Sud (guitarra octeto - quarteto possível)
- Eloge de Léo Brouwer (guitarra solo)
- Hamsa (4 guitarras ou ensemble de guitarra)
- Hommage à Frank Zappa (guitarra solo)
- Hommage à Villa-Lobos (guitarra solo)
- L.B. História (guitarra solo)
- Lettres - 20 (guitarra solo)
- Libra Sonatine (guitarra solo)
- Lulla por Melissa (guitarra solo)
- Mambo Lille et des Canção Nuances (guitarra solo)
- Mês Arranjos à l'(guitarra solo) amiable
- Muguet et L'alusiva (guitarra solo)
- Rossiniana n ° 1 d'après Mauro Giuliani (guitarra solo e quarteto de cordas)
- Rythmaginaires (guitarra octeto)
- Santo Tirso (guitarra solo)
- Songe Capricorne (guitarra solo)
- Polymorph Suite (4 guitarras ou ensemble guitarra)

Tango en Skai * (violão solo e quarteto de cordas)
Tango en Skai * (guitarra solo)
- Triaela (guitarra solo)
- Trois (3) Examinar pièces - Valse des Loges, Flying Perucas & Sols d'Ièze (guitarra solo)
- Valse des Anges - Valsa do Anjo (guitarra solo)
- Valse em Skai (guitarra solo)

Variações sur un thème * a "flauta Enchantee" Mozart / Sor (4 guitarras ou ensemble de guitarra)
- Ville d'Avril (4 guitarras ou ensemble de guitarra)
- Ville d'Avril (guitarra solo)